# Villa Il Castelluccio
Villa Il Castelluccio è una villa situata in Via dei Medici 6 a Ponte a Cappiano, nel comune di Fucecchio.

## Il giardino
Il giardino è stato realizzato tra il 1971 ed il 1980 da Pietro Porcinai (1910-1986) per la famiglia Catastini, intorno ad una casa colonica di pregio risalente al XVII secolo, collocata sulla sommità di una piccola altura, in mezzo a boschi e campagne coltivate. La concretizzazione dell'opera è stata lunga e laboriosa, curata nei minimi dettagli da un progettista abituato a non sottovalutare nessuno degli aspetti pratici e costruttivi. Per molti anni, fino alla sua morte, avvenuta nel 1986, Porcinai ha continuato ad apportare modifiche e correzioni all'idea originale fino a raggiungere una complessità progettuale ed una perfezione tecnica rare, nella individuazione dei materiali e delle specie più appropriati. Ciascuna scelta è stata verificata realisticamente in corso d'opera, dal percorso creato con le grandi lastre in cemento e 'testato' personalmente dal paesaggista e dalla proprietaria, fino alle specie individuate per le siepi d'accesso che sono state cambiate più volte fino ad ottenere esattamente l'effetto voluto. In questo senso, la progettazione del Castelluccio è stata una vera e propria 'opera aperta', nel senso migliore del termine.
Il complesso è oggi considerato come una delle realizzazioni più riuscite di Pietro Porcinai, forse la più matura e completa, almeno per quanto riguarda l'ambiente toscano. Particolarmente interessante, oltre alla perfezione tecnica e formale e alla complessità delle scelte vegetali, composte magistralmente, risulta l'attenzione per le tematiche ecologiche e fitosociologiche, in linea con le tendenze attuali del paesaggismo internazionale. La proprietà del Castelluccio comprende infatti anche una intera porzione di territorio che costituisce con il giardino 'domestico' un ecosistema perfettamente funzionante.
La collina sulla quale sorge la casa padronale è circondata da un percorso anulare a mezza costa che struttura l'intero progetto. All'interno dell'anello si trova il giardino 'domestico' relazionato all'abitazione e costituito essenzialmente da un pianoro erboso, modellato con maestria per incorniciare l'edificio ed affacciarsi sul paesaggio circostante. Questo spazio è caratterizzato dalla presenza di siepi e massivi di vegetazione, in forma libera, geometrica o 'a spiaggia' e da una bordura mista fiorita che accompagna il percorso intorno alla casa. Per le siepi sono state utilizzate specie numerose e diversificate: partendo da quelle più consuete della tradizione formale toscana quali Buxus sempervirens, Teucrium fruticans, Arbutus unedo, Laurus nobilis, Viburnum tinus, Osmanthus, si giunge ad accostamenti felici ed insoliti tra Escallonia, Pittosporum tobira, Punica granatum, Feijoa sellowiana. Plastici volumi di bosso sono stati usati per creare i contrafforti verdi che incorniciano asimmetricamente il vialetto d'accesso, e per segnalare, proteggendola al tempo stesso, la presenza dei lucernari del percorso sotterraneo che conduce alla piscina, attraverso forme semplici e nette di ars topiaria. In direzione del tramonto è stata realizzata una struttura metallica a forma di cupoletta, ricoperta di Acer, poetica e raccolta, per osservare il calare del sole.
Dal pianoro intorno alla casa il complesso della piscina e dei servizi è raggiungibile mediante un percorso esterno, o in alternativa, direttamente dall'abitazione, attraverso un camminamento ricavato nel volume della collina.

### L'acqua
L'acqua è una componente strutturante di questo intervento, sia a livello di giardino come a quello di paesaggio. Il laghetto artificiale, realizzato da Porcinai sul fondo valle è alimentato da un pozzo artesiano e da una struttura di drenaggio anulare, disposta lungo il percorso a mezza costa, per raccogliere le acque provenienti dalla sommità della collina.
L'acqua del lago viene poi riutilizzata per l'irrigazione del giardino, passando attraverso una stazione di pompaggio e filtraggio. In questo modo l'intero complesso è autosufficiente dal punto di vista idrico.